# Monismo panteistico
(Georg Wilhelm Friedrich Hegel, Lezioni sulla storia della filosofia, vol.III, 2, La Nuova Italia, Firenze, 1981, pag.137)
Il monismo panteistico è una teoria filosofica di Giordano Bruno, ripresa in seguito da Baruch Spinoza.

## Definizione
È una teoria leggermente diversa dal panteismo, che tende ad evidenziare soprattutto l'immanenza e l'unicità della sostanza prima, quale può essere Dio, l'Uno, il motore immobile etc. Questo spirito, come credono i panteisti, si manifesta nella Natura, in tutta la realtà. Esiste dunque un unico principio originario in grado di spiegare la molteplicità della realtà.
Anche la filosofia di Georg Wilhelm Friedrich Hegel è stata definita come una sorta di monismo panteistico, in quanto egli sembra identificare lo Spirito assoluto (Dio) con il soggetto e il mondo finito. Lo Spirito assoluto è totalmente immanente e non presenta alcun tipo di trascendenza.